# Dendronephthya lanxifera
Dendronephthya lanxifera är en korallart som beskrevs av Holm 1895. Dendronephthya lanxifera ingår i släktet Dendronephthya och familjen Nephtheidae. Inga underarter finns listade i Catalogue of Life.